# Fish Tank
Fish Tank (dosłownie: Akwarium) – brytyjski dramat psychologiczno-społeczny z 2009 roku w reżyserii Andrei Arnold.

## Opis fabuły
Film opowiada o kilku dniach z życia 15-letniej dziewczyny (Mia Williams - w tej roli Katie Jarvis), zamieszkałej na anonimowym blokowisku gdzieś w Wielkiej Brytanii. Mia jest osobą zdystansowaną do świata, wyobcowaną, bez przyjaciół. Ukojenia szuka w samotnym tańcu do utworów hip-hopowych. Mieszka z matką i młodszą siostrą. Stosunki rodzinne są głęboko patologiczne - wulgarny język, używki, itp. Rodzina i sąsiedzi posługują się trudnym do zrozumienia slangiem z brytyjskich blokowisk.
Akcja koncentruje się na przeżyciach wewnętrznych bohaterki i ich ekspresji, w starciu ze światem zewnętrznym (próba uratowania konia idącego na rzeź, bójka z dziewczynami z sąsiedztwa, nieudane eliminacje przy próbie znalezienia pracy tancerki i inne). Osią filmu jest jednak skomplikowany związek, jaki łączy Mię z żonatym kochankiem matki - Connorem (Michael Fassbender) i związane z tym wydarzenia (m.in. stosunek seksualny i porwanie córki Connora).
Film nie unika wulgarności i epatuje poczuciem egzystencjonalnej beznadziei. Obfituje w brutalne i kontrowersyjne sceny (m.in. szczegółowo ukazuje akt oddawania moczu przez nastolatkę). Pozbawiony jest elementów sentymentalizmu i moralizatorstwa. Operuje szczerym i skromnym warsztatem artystycznym.

## Obsada
- Katie Jarvis jako Mia Williams
- Michael Fassbender jako Connor
- Kierston Wareing jako Joanne Williams
- Rebecca Griffiths jako Tyler Williams
- Harry Treadaway jako Billy
- Sydney Mary Nash jako Keira
- Sarah Bayes jako Keely

i inni